# Streptochaeta spicata
Streptochaeta spicata là một loài thực vật có hoa trong họ Hòa thảo. Loài này được Schrad. ex Nees miêu tả khoa học đầu tiên năm 1829.